# Joel Brutus
Joel Brutus (ur. 12 sierpnia 1974) – haitański judoka. Dwukrotny olimpijczyk. Zajął 33. miejsce w Pekinie 2008 i odpadł w eliminacjach w Atenach 2004. Walczył w wadze ciężkiej.
Uczestnik mistrzostw świata w 2003, 2005 i 2007. Startował w Pucharze Świata w latach 2001, 2003, 2004, 2006 i 2008. Srebrny medalista igrzysk panamerykańskich w 2003 i brązowy 2007. Zdobył cztery medale igrzysk Ameryki Środkowej i Karaibów, a także sześć na mistrzostwach panamerykańskich w latach 2000 - 2007. Drugi na igrzyskach frankofońskich w 2001. Mistrz Karaibski w 2001 roku.
Chorąży reprezentacji na igrzyskach w 2008 roku.

## Letnie Igrzyska Olimpijskie 2004
| Konkurencja | Eliminacje                      | Repasaże                | Klas. końcowa |
| Konkurencja | Przeciwnik I                    | Przeciwnik I            | Miejsce       |
| ----------- | ------------------------------- | ----------------------- | ------------- |
| +100 kg     | Sejjed Mahmudreza Miran (IRI) P | Selim Tataroğlu (TUR) P | 2 runda       |

## Letnie Igrzyska Olimpijskie 2008
| Konkurencja | Eliminacje           | Klas. końcowa |
| Konkurencja | Przeciwnik I         | Miejsce       |
| ----------- | -------------------- | ------------- |
| +100 kg     | Kim Sung-bum (KOR) P | 33.           |